# Împărat roman
Sub titlul de împărat roman sunt cunoscuți în istorie și istoriografie toți deținătorii puterii supreme ai Imperiului Roman care au urmat în perioada de după Cezar și după Triumvirat. Împăratul era conducătorul suprem la Roma, deci al Imperiului și comandantul suprem al armatei romane, formată din legiuni.

## Imperator

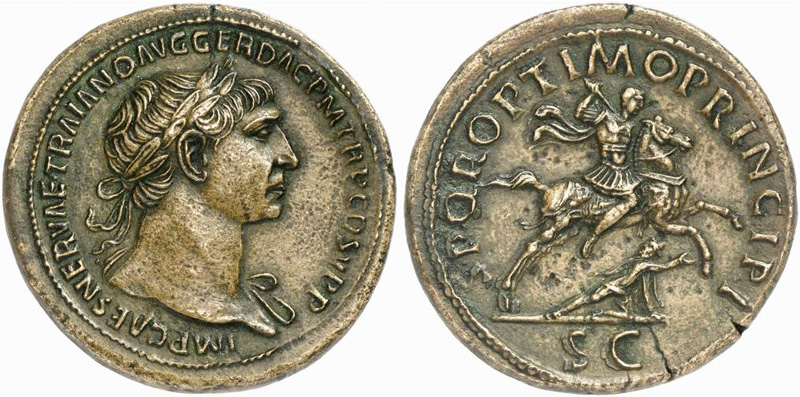
Sesterț emis sub Traian, la Roma, în anul 105, oricalc; avers: IMP CAES NERVAE TRAIANO AVG GER DAC P M TR P COS V P P; Capul lui Traian laureat, spre dreapta, drapat ușor; revers: S[enatus] P[opulus]Q[ue] R[omanus] OPTIMO PRINCIPI; Traian, în armură, călare pe un cal în galop, spre dreapta, calcă în piciore un războinic dac, cu suliță, căzut la pământ. În exergă: S[enatus] C[onsulte])

Termenul românesc împărat este moștenit din limba latină vulgară: imperator, care cuvânt latinesc aparține familiei cuvintelor impero, imperare: „a porunci”, „a ordona”, „a comanda”  sau imperium: „comandă”, „poruncă”, „ordin”, „autoritate”. Cuvântul imperator desemnează un general victorios care a fost aclamat de trupele sale și care are drept la triumful acordat de Senat.
Iulius Caesar a fost primul conducător roman care a purtat acest titlu, urmat fiind de Augustus, primul împărat roman. Titlul de „imperator” a căzut apoi în desuetudine, revenind sub Nero și va fi purtat apoi ca praenomen de către toți împărații romani (Vd. Epigrafie latină, pentru mai multe explicații asupra titulaturii imperiale). De aici decurge faptul că titlul de imperator devine în mod esențial purtat de „împărat”.
Romanii prescurtau, pe monumente și pe monede, termenul imperator prin IMP. Urma în general în titulatura imperială numărul de ori în care împăratul fusese, personal sau prin generalii săi, aclamat (accesul la Imperiu conta pentru o aclamație). În afară de această precizare, cuvântul apărea și ca prenume al împăratului.

## Instituirea imperialității romane
Epoca imperială romană începe cu Octavianus Augustus în anul 27 (î.e.n.). Republica Romană avusese în secolul precedent, mai ales după asasinarea lui Cezar în 44 (î.e.n.), frecvente frământări politice. Octavian, nepotul lui Cezar, devenit unul din cei 3 triumviri, primește în anul 36 (î.e.n.), ca personalitatea militară cea mai marcantă, împuterniciri excepționale care-i asigurau controlul Senatului Roman. Apoi, în anul 31 (î.e.n.), el învinge decisiv la Actium pe fostul coleg de Triumvirat, Marc Antonius. În anul 27 (î.e.n.) Octavian depune formal mandatul de tribun cu puteri excepționale ce-l deținuse, dar în continuare reînnoiește repetat mandatul de tribun (popular) și de comandant suprem peste toate legiunile romane din Italia și din provincii, ceea ce a însemnat de fapt, instituirea imperialității romane. Imperialitatea romană a durat (în vest) până la Romulus Augustus în anul 476, considerat sfîrșitul Imperiului Roman de Apus.

## Imperialitatea răsăriteană
După căderea Imperiului Roman de Apus în 476, a continuat să existe doar partea de răsărit a Imperiului (Imperiul Roman de Răsărit), care mai târziu (după Evul Mediu) a fost consemnat în literatura de specialitate și ca Imperiul Bizantin. Capitala Imperiului Roman de Răsărit a fost Constantinopolul („Noua Romă”). Denumirea de „Constantinopol” provine de la numele împăratului roman Constantin cel Mare, care la 11 mai 330 a inaugurat oficial noua capitală a Imperiului Roman. Între anii 330-476, Constantinopolul a fost capitală a întregului Imperiu Roman.